# Коженно
Коженно (пол. Korzenno) — село в Польщі, у гміні Ракув Келецького повіту Свентокшиського воєводства.
Населення — 108 осіб (2011).
У 1975-1998 роках село належало до Келецького воєводства.

## Демографія
Демографічна структура на день 31 березня 2011 року:
|          | Загалом | Допрацездатний вік | Працездатний вік | Постпрацездатний вік |
| -------- | ------- | ------------------ | ---------------- | -------------------- |
| Чоловіки | 61      | 17                 | 40               | 4                    |
| Жінки    | 47      | 10                 | 26               | 11                   |
| Разом    | 108     | 27                 | 66               | 15                   |